# فرانك مولدر
فرانك مولدر (بالهولندية: Frank Mulder)‏ هو مجدف هولندي، ولد في 5 أغسطس 1946 في فوربورخ في هولندا.

## وصلات خارجية
- فرانك مولدر على موقع الاتحاد الدولي للتجديف (الإنجليزية)
- فرانك مولدر على موقع اللجنة الأولمبية الدولية (الإنجليزية)
- فرانك مولدر على موقع أوليمبيديا (الإنجليزية)